# 邵齡
邵齡（1509年—？），字汝仁，直隸徽州府休寧縣人，民籍，明朝政治人物。

## 生平
嘉靖二十二年（1543年）癸卯科應天府鄉試第一百七名舉人。嘉靖二十九年（1550年）中式庚戌科會試第一百三十五名，二甲第六十六名進士。官至浙江紹興府知府。

## 家族
曾祖邵希武；祖父邵陽德，義官；父邵廷萬，義官。母程氏；繼母金氏。慈侍下。